# Олег Калугин
Олег Данилович Калугин (роден на 6 септември 1934 г. в Ленинград ) е бивш генерал-майор от КГБ (1974; лишен от званието през 2002 г.), бивш високопоставен ръководител на подразделения в централния апарат и териториалните органи на КГБ, обществена и политическа фигура от последния период на перестройката в СССР, народен депутат на СССР. Напуснал Русия през 1995 г., живее в САЩ.

## Кариера
Калугин постъпва в КГБ през 1956 г. Две години по-късно заминава за Колумбийския университет, Ню Йорк като студент по журналистика на разменни начала. Кореспондент на радио „Москва“, акредитиран към ООН. Завръща се в Москва през 1965 г. и работи в пресслужбата на Министерство на външните работи на СССР. Изпратен е във Вашингтон като резидент на политическото разузнаване на КГБ под прикритието на заместник пресаташе и остава на този пост 12 години. За успешната си работа през 1974 г. е произведен в чин генерал на 40 години, най-младият генерал в КГБ. До 1980 г. е началник на външното контраразузнаване (отдел „К“ на Първо главно управление на КГБ), но между него и ръководството на КГБ се появяват различия във възгледите. Понижен е в заместник-началник на Ленинградския клон на КГБ, уволнен през 1987 г. Пише писмо до Горбачов, в което твърди, че КГБ е станал „държава в държавата“.:с. 381

## Публична и обществена дейност
През 1990 г. той говори на конференция на Демократичната платформа в КПСС с разобличаващи факти за дейността на КГБ, след което е поканен в телевизионната програма „Взгляд“ и започва да дава многобройни интервюта за съветски и чуждестранни медии. КГБ официално нарича всичките му изявления клеветнически. В началото на 90-те години Калугин участва активно в дейността на движението Демократична Русия. Лишен е от военно звание с Постановление на Министерския съвет на СССР от 29 юни 1990 г. № 621 – 88, но званието му е възстановено с Указ на президента на СССР от 31 август 1991 г. № УП-2516  .
През лятото на 1990 г. Калугин става кандидат за освободен вакантен пост за народен депутат на СССР от Краснодарския край и получава 57,9% от гласовете.
Той узнава за опита за преврат през август 1991 г. няколко часа предварително и уведомява Александър Яковлев. След потушаването на пуча работи като съветник на новия председател на КГБ Вадим Бакатин до разпадането на Съветския съюз. Продължава да изобличава публично начина на действие на КГБ, като сред другите му твърдения е и това, че българският дисидент Георги Марков е убит по искане на Тодор Живков. Отровата и оръдието на убийството са предоставени от КГБ, но операцията е проведена от български секретни служби.
През 1995 г. Калугин заминава за САЩ, където преди това (през 1994 г.) издава изобличителната книга „Първо главно управление. Моите 32 години в разузнаване и шпионаж срещу Запада“, дава изявления в пресата и се явява като свидетел на процеси срещу идентифицирани и арестувани агенти на КГБ и Службата за външно разузнаване (СВР).
В Руската федерация през 2002 г. той е съден задочно за държавна измяна и е осъден на 15 години затвор с изтърпяване на наказанието в колония със строг режим , а с решение на Московския градски съд отново е лишен от военното си звание, личната пенсия и двадесет и двете получени държавни награди на СССР. Руският президент Владимир Путин и редица служители на руските специални служби наричат Калугин предател. .
През 2003 г. Калугин получава американско гражданство. Живее в САЩ, където се занимава със социални, преподавателски и журналистически дейности.